# Collège de Santa-Catalina

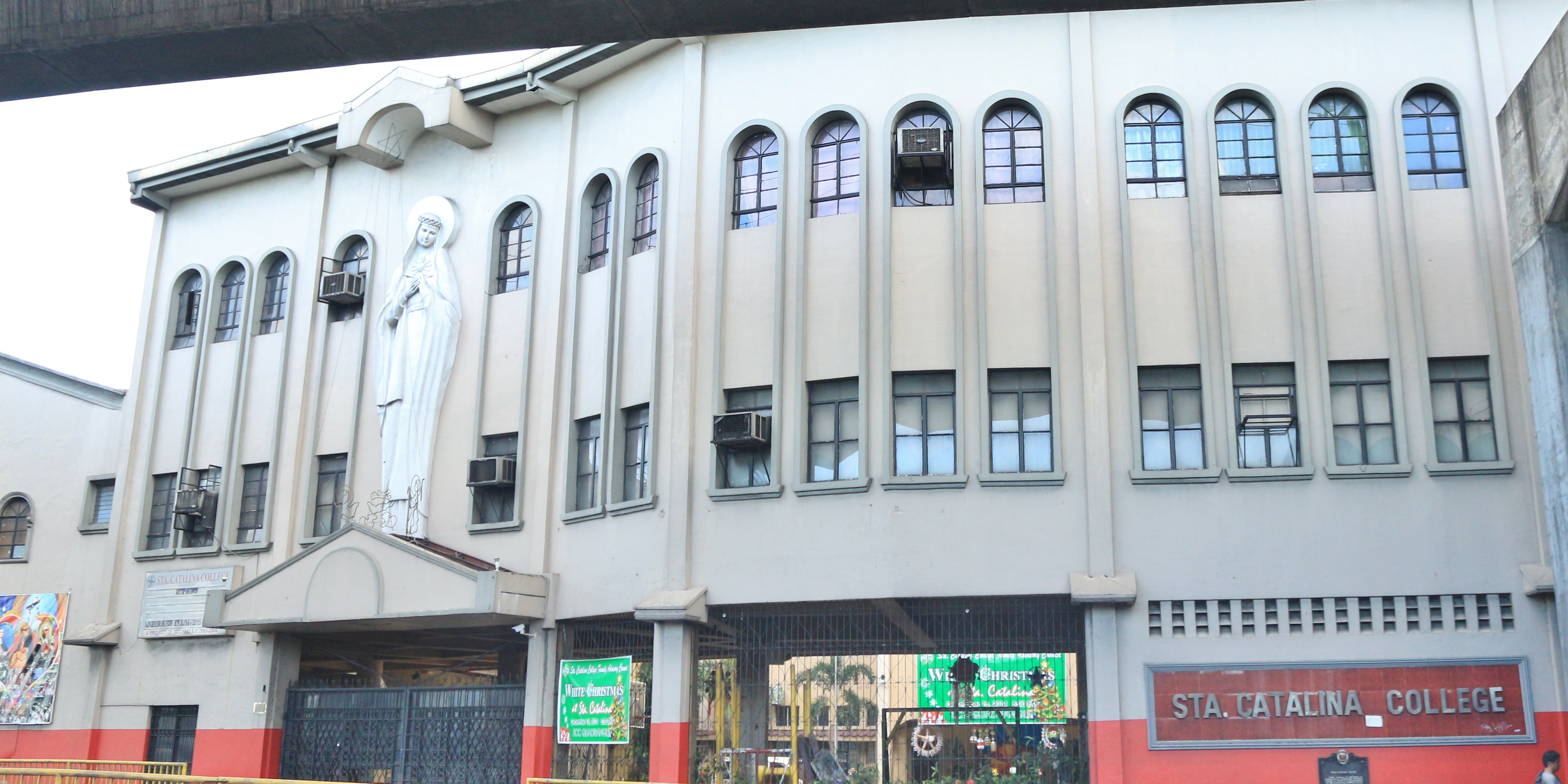
Bâtiment de l'actuel collège Santa Catalina.

Le collège de Santa-Catalina (Colegio de Santa Catalina)  était une école catholique pour filles de Manille Intramuros affiliée aux Dominicains. Il s'agit initialement du couvent Santa Catalina établi en 1633 et transformé en collège en 1706. Détruite durant la Seconde Guerre mondiale, l'école est réinstallée en 1962 à Quezon City sous le nom de collège Santa Catalina de Siena.

## Sources
- Jose Victor Z. Torres, Ciudad Murada: A Walk Through Historic Intramuros, Manille: Intramuros Administration and Vibal Publishing House, 2005.
- History Of The Dominican Sisters OF Siena, Notre Dame - Siena College of General Santos City
- Colegio de Santa Catalina, Intramuros: Historic Walled City of Manila.